# Costacciaro
Costacciaro là một đô thị ở Tỉnh Perugia trong vùng Umbria, có khoảng cách khoảng 40 km về phía đông bắc của Perugia. Tại thời điểm ngày 31 tháng 12 năm 2004, đô thị này có dân số 1.355 người và diện tích là 41,3 km².
Đô thị Costacciaro có các frazioni (các đơn vị cấp dưới, chủ yếu là các làng) Villa Col de’ Canali, Costa San Savino, và Ràncana.
Costacciaro giáp các đô thị: Fabriano, Gubbio, Sassoferrato, Scheggia e Pascelupo, Sigillo.
Costacciaro Official Site